# シエラレオネ関係記事の一覧
シエラレオネ関係記事の一覧（シエラレオネかんけいきじのいちらん）

## シエラレオネ関係記事
50音順に配列されている。

### あ行
- アフマド・テジャン・カバー
- アフリカ
- ウィンスタンレー・バンコレ・ジョンソン

### か行
- カディ・ブラック

### さ行
- サッカーシエラレオネ代表
- シエラレオネ
- シエラレオネ共和国国旗
- シエラレオネ内戦
- シエラレオネの軍事
- シエラレオネの経済
- シエラレオネの交通網
- シエラレオネの国際関係
- シエラレオネの人口
- シエラレオネの政治
- シエラレオネの地方
- シエラレオネの地理
- シエラレオネの通信網
- シエラレオネの歴史
- ジョン・テイラー (貿易業者)
- 人民民主改革運動

### た行
- 大西洋

### な行
- 西アフリカ

### は行
- フリータウン　（首都）

### ま行
- モハメド・カロン